# 哈爾·紐豪瑟
哈洛德·紐豪瑟（英語：Harold Newhouser，1921年5月20日—1998年11月10日），綽號「哈爾王子」，為美國職棒大聯盟的投手。17年職業生涯曾效力於老虎與印地安人隊。紐豪瑟生涯共入選過7次明星賽，1945年拿下投手三冠王。他也被認為是二戰時期最具代表性的強投，1992年入選名人堂。
紐豪瑟退休後在銀行工作了20年，之後他便到一些大聯盟球隊擔任球探。1992年，他在休士頓太空人擔任球探。當時太空人擁有選秀的狀元籤，紐豪瑟也要求太空人選擇未來的名人堂球員德瑞克·基特做為選秀狀元，不過太空人最後選擇了Phil Nevin。對選秀結果感到失望的紐豪瑟便離開了太空人，之後他於1998年去世。

## 職業生涯

### 生涯早期
1939年9月29日，年僅18歲的紐豪瑟登上大聯盟。1940年和1941年，他分別拿下9勝9敗和9勝11敗。1942年和1943年，紐豪瑟的防禦率分別為2.45和3.04。不過當時球隊的打擊火力很差，因此紐豪瑟在這兩年僅分別拿下8勝14敗與8勝17敗。
1944年，紐豪瑟的表現與前幾年派若兩人。這年他拿下29勝9敗，防禦率僅2.22，還拿下了美聯最高的單季187次三振。另外他還有25次完投與6次完封勝。這年老虎拿下美聯第二名，紐豪瑟不僅奪得美聯MVP，還拿下運動新聞報年度最佳投手獎。
1945年，紐豪瑟原已入選明星賽先發陣容，卻因為二戰緣故導致明星賽取消。他在這年拿下25勝9敗，防禦率僅1.81，並送出212次三振。這年他拿下投手三冠王，並成為大聯盟首位連續兩年拿下MVP的球員。他也以24歲之齡成為大聯盟史上最年輕連續兩年拿下運動新聞報年度最佳投手獎的投手。1945年的世界大賽，紐豪瑟拿下兩場勝利，包含第七場的完投勝。老虎也在他的帶領下順利拿下世界大賽冠軍。

### 生涯後期
1946年，他投出26勝9敗，防禦率僅1.94。他在這年拿下勝投王與防禦率王。另外他單季275次三振也排名美聯第二。這年他在MVP票選上輸給了泰德·威廉斯。1947年至1950年，紐豪瑟每年都能穩定地拿下至少15勝。然而1950年球季結束後，紐豪瑟卻因為手臂受傷而造成表現大幅下滑。1951年，他僅拿下6勝6敗。隔年拿下9勝9敗。
1953年球季結束後，紐豪瑟被老虎隊釋出。他後來加入了印地安人隊，印地安人在1954年拿下單季111勝，並順利闖進世界大賽。紐豪瑟也達成生涯第二次進入世界大賽的成就，不過印地安人卻在那年被巨人4比0橫掃。總計他生涯一共拿下207勝150敗，防禦率3.06。他也是大聯盟至今唯一一位連續兩年拿下MVP的投手。
打擊方面，紐豪瑟的生涯打擊率為2成01，另有敲出2轟與81分打點。在防守上，他生涯的防守率也有9成71。

## 晚年
退休後的前20年，紐豪瑟在密西根州的一家銀行工作，並擔任銀行裡的VP(Vice President)。
之後紐豪瑟便在大聯盟各隊擔任球探，其中包括金鶯、印地安人、老虎與太空人等隊。紐豪瑟也是一名獨具慧眼的球探，他在金鶯時期相中了一位叫做Milt Pappas的球員，Pappas後來也成為了金鶯在1950年代晚期至1960年代初期的王牌投手。另外他還讓金鶯隊簽下了投手汀恩·錢斯，錢斯雖然之後被交易至印地安人隊，不過他在1964年拿下賽揚獎。
後來紐豪瑟跑到太空人擔任球探。1992年大聯盟選秀，握有選秀狀元籤的太空人正在德瑞克·基特與Phil Nevin兩名球員之間做抉擇。紐豪瑟建議太空人選擇基特，他認為基特的加入能夠幫助太空人重返榮耀。不過最後太空人無視他的建議，而簽下Nevin做為選秀狀元，而基特掉到第6順位被洋基選走。原已打算退休的紐豪瑟看到太空人最後的選擇感到心灰意冷，便毅然決然的離開棒球界。事後似乎也證明紐豪瑟並沒有看走眼，因為基特在洋基隊的20年期間一共幫球隊拿下5次世界大賽冠軍，生涯不僅達成3000安成就，最終還順利入選名人堂。反觀Nevin只在太空人一個球季就成為棒球浪人，而且他生涯在大聯盟打滾12個賽季，卻僅僅入選一次明星賽。
1992年，紐豪瑟和湯姆·西佛、羅利·芬格斯、Bill McGowan等三人一同入選棒球名人堂。這年的名人堂入選儀式還吸引了兩萬名觀眾到場，創下了新紀錄。1997年，老虎隊將紐豪瑟的16號球衣永久退役，以表彰他對老虎隊的貢獻。1998年11月10日，紐豪瑟因為心臟問題及慢性阻塞性肺病而辭世，享年77歲。

## 個人生活
在職業生涯期間，隊友給了紐豪瑟一個綽號叫做「哈爾王子」。原因是因為紐豪瑟的行為舉止非常得體，在當時很受人喜愛。

## 外部連結
- 球員資訊和成績在MLB ，ESPN，Retrosheet ，Baseball Reference ，Baseball Reference (Minors) ，Fangraphs，The Baseball Cube ，Baseball Almanac （英文）